# 白山文化博物館
白山文化博物館（はくさんぶんかはくぶつかん）は、岐阜県郡上市白鳥町にある博物館。

## 沿革
- 1997年（平成9年） - 開館。

## 概要
白山信仰の禅定道の美濃馬場であった長滝白山神社、長瀧寺、および旧・白鳥町の資料の展示・収集・保管を行っている。
白山信仰に関する「文化財展示室」、地域の民俗に関する「歴史民俗資料室」「ふるさと生活展示室」がある。「文化財展示室」には、長滝白山神社や長瀧寺が所蔵する、国の重要文化財を含む文化財が保管展示されている。「歴史民俗資料室」には、郡上一揆に関連する資料などが保管展示されている。
長滝白山神社にある「白山瀧宝殿」は別施設であるが、白山文化博物館の別館といえるものであり、共通入場券もある。近隣には長滝白山神社、長瀧寺、道の駅白山文化の里長滝、若宮修古館などがある。

## 所在地
- 岐阜県郡上市白鳥町長滝402-11

## 利用案内
- 開館時間：9:30 - 16:30
- 休館日：毎週火曜日、年末年始など
- 入場料：高校生以上320円、小中学生110円
  - 郡上市の高校生以上の住民を対象にした、郡上市内の7つの有料の博物館（郡上八幡樂藝館、古今伝授の里フィールドミュージアム、白山文化博物館、白山瀧宝殿、美並ふるさと館、明宝歴史民俗資料館、和良歴史資料館）共通の、年間パスポート券もある[6]。

## 交通アクセス
- 長良川鉄道越美南線 白山長滝駅下車、徒歩で約10分。
- 東海北陸自動車道 白鳥ICより国道156号経由で車で約10分。